# Panathinaikos B. C.
El Panathinaikos Basketball Club es la transliteración anglicada de la sección profesional de baloncesto del Panathinaïkós Athlitikós Ómilos (en griego, Παναθηναϊκός Αθλητικός Όμιλος; traducido literalmente como Club Atlético Panateniense), entidad polideportiva sita en la ciudad de Atenas, Grecia. Al igual que todos los clubes profesionales deportivos del país, debe anteponer a su denominación la referencia a su actividad deportiva y fiscal con las siglas K. Α. Ε. (en griego, Καλαθοσφαιρική Ανώνυμη Εταιρεία; transliterado Kalathosfairikí Anónymi Etaireía; traducido literalmente como Sociedad Anónima de Baloncesto) por lo que es referido como el Κ. Α. Ε. Παναθηναϊκός, o literalizado en su conjunto como Sociedad Anónima de Baloncesto Panateniense. 
Denominado así K. A. E. Panathinaïkós, Panathinaïkós B. C. o simplemente Panathinaïkós, fue fundado en 1922 dentro del conglomerado deportivo del Podosfairikós Ómilos Athina (Atenas Club de Fútbol), establecido en 1908 como un club amateur de fútbol —hoy entidad matriz polideportiva—, y por la que en ocasiones se refiere también al sus diversas secciones con las siglas de P. A. O. Propiedad de los hermanos y empresarios farmacéuticos Pavlos y Thanassis Giannakopoulos disputa la A1 Ethniki y la Euroliga, máximas competiciones del baloncesto griego y europeo respectivamente. En ellas posee el honor de ser uno de los equipos más laureados y reconocidos con un total de sesenta títulos nacionales y ocho internacionales, alcanzando su máximo esplendor a partir de los años 1990. Disputa sus encuentros como local en el Kleistó Gípedo Mpásket Níkos Nkális tou OAKA (es. Cancha cubierta de baloncesto Níkos Nkális de OAKA o más conocido como Pabellón Olímpico de Atenas) que posee una capacidad de 19.250 espectadores.
Al igual que la homóloga sección de fútbol, mantiene una histórica y violenta rivalidad con el vecino Olympiakós Peiraiós, sito en El Pireo.

## Palmarés
- 40 Ligas de Grecia: 1946, 1947, 1950, 1951, 1954, 1961, 1962, 1967, 1969, 1971, 1972, 1973, 1974, 1975, 1977, 1980, 1981, 1982, 1984, 1998, 1999, 2000, 2001, 2003, 2004, 2005, 2006, 2007, 2008, 2009, 2010, 2011, 2013, 2014, 2017, 2018, 2019, 2020, 2021, 2024

- 21 Copas de Grecia: 1979, 1982, 1983, 1986, 1993, 1996, 2003, 2005, 2006, 2007, 2008, 2009, 2012, 2013, 2014, 2015, 2016, 2017, 2019, 2021, 2025

- 7 Euroligas: 1995-96, 1999-00, 2001-02, 2006-07, 2008-09, 2010-11, 2023-24

- 1 Copa Intercontinental de baloncesto: 1996

## Jugadores

### Jugadores históricos
- Dino Rađa
- Stojan Vranković
- Antonio Davis
- Nikos Galis
- Byron Scott
- Dominique Wilkins
- Fragiskos Alvertis
- Fanis Christodoulou
- Dimitris Diamantidis
- Nikos Ekonomou
- Antonis Fotsis
- Panagiotis Giannakis
- Vassilis Spanoulis
- Oded Katash
- Šarūnas Jasikevičius
- Nikola Peković
- Dejan Bodiroga
- Željko Rebrača

## Equipo femenino
El club cuenta también con un equipo femenino, que disputa sus partidos en el Apostolos Nikolaidis Indoor Hall, pabellón con una capacidad para 1500 espectadores.

### Palmarés
- 5 Ligas Femeninas de Grecia: 1998, 2000, 2005, 2013, 2021

- 1 Copa Femenina de Grecia: 2000